# الشفونية
الشفونية أو الشيفونية بلدة تتبع ناحية مركز دوما في منطقة دوما في محافظة ريف دمشق. تقع شمال النشابية بالقرب من تل الأشعري، وترتفع 620 م عن سطح البحر. بلغ عدد سكان القرية 2953 نسمة حسب تعداد عام 2004.
تقع البلدة في منطقة الغوطة الشرقية أو سهل دمشق، تم اعتبارها مركزا اصطيافيا في أواخر عام عام 2002.
كانت ضمن حصار الغوطة الذي استمر من 2012 حتى 2018 من قبل جيش بشار الأسد و المليشيات الأجنبية الموالية له